# Caracena (Sória)
Caracena é um município da Espanha na província de Sória, comunidade autónoma de Castela e Leão. Pertence à comarca de Tierras del Burgo, tem 18,15 km² de área e em 2021 a população do município era de 14 habitantes (densidade: 0,8 hab./km²).

## Demografia
| Variação demográfica do município entre 1991 e 2021 | Variação demográfica do município entre 1991 e 2021 | Variação demográfica do município entre 1991 e 2021 | Variação demográfica do município entre 1991 e 2021 | Variação demográfica do município entre 1991 e 2021 |
| --------------------------------------------------- | --------------------------------------------------- | --------------------------------------------------- | --------------------------------------------------- | --------------------------------------------------- |
| 1991                                                | 1996                                                | 2001                                                | 2004                                                | 2021                                                |
| 11                                                  | 19                                                  | 27                                                  | 19                                                  | 14                                                  |